# Anchiganahalli, Srinivaspur
Anchiganahalli là một làng thuộc tehsil Srinivaspur, huyện Kolar, bang Karnataka, Ấn Độ.